# (622) Esther
(622) Esther ist ein Asteroid des Hauptgürtels, der am 13. November 1906 von Joel H. Metcalf entdeckt wurde.
Der Name ist von der biblischen Figur Esther abgeleitet.